# 5e corps d'armée (Empire allemand)
Le 5e corps d'armée est une grande unité de l'armée prussienne.

## Histoire
Le corps d'armée est créé le 30 mai 1818 à partir du commandement général existant dans la province de Posnanie. Le commandement général se trouve à Posen jusqu'à sa dissolution fin décembre 1918 et est rattaché au 8e corps d'armée jusqu'au début de la Première Guerre mondiale. Il est subordonné à la 8e inspection de l'armée (de).

### Guerre austro-prussienne

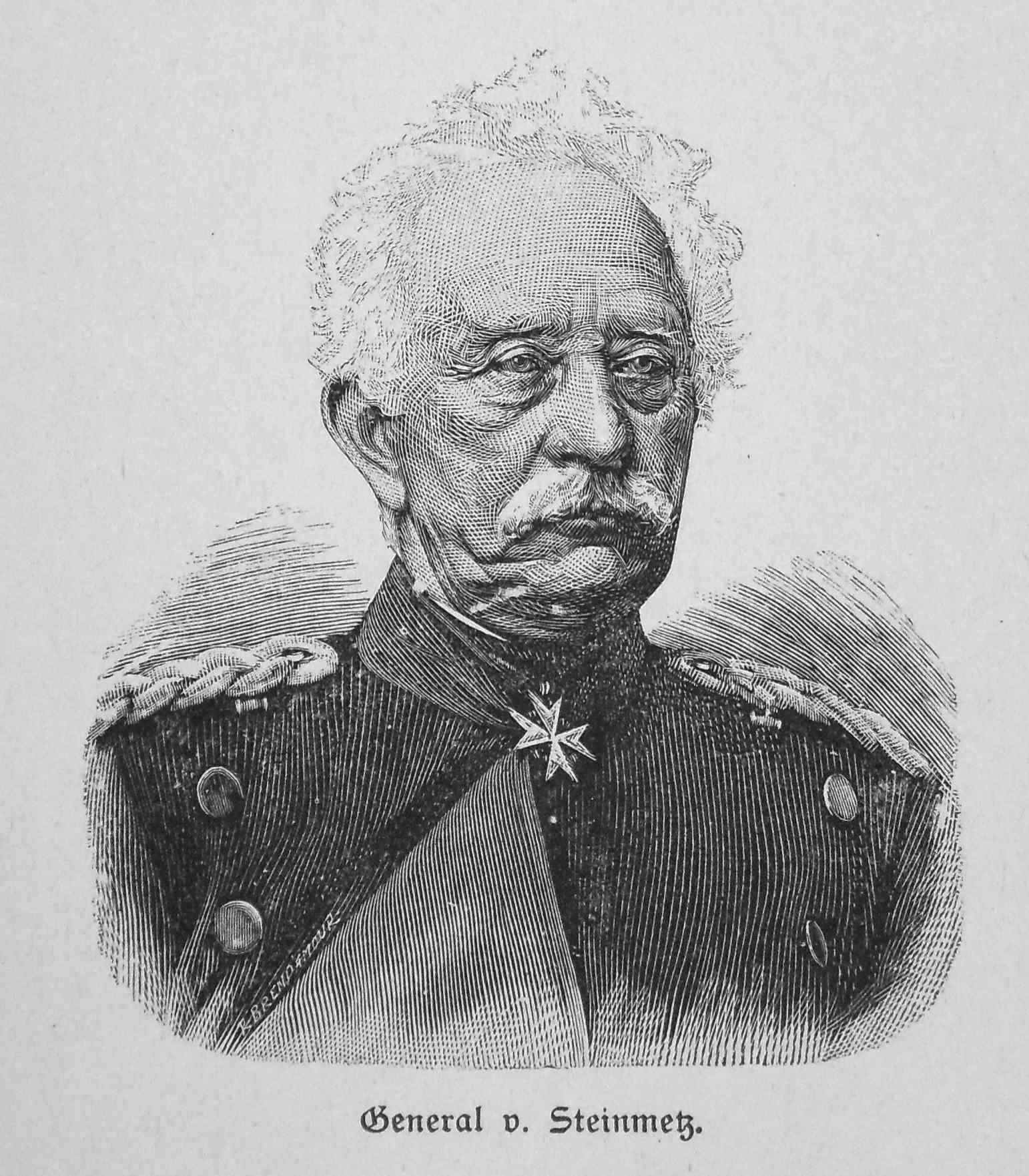
Karl Friedrich von Steinmetz

Pendant la guerre austro-prussienne, le corps est placé sous les ordres du général commandant l'infanterie von Steinmetz et fait partie de l'aile gauche de la 2e armée du prince héritier Frédéric-Guillaume de Prusse, qui fait irruption depuis la région de Glatz en Bohême. En tant qu'avant-garde de la 2e armée, le 5e corps franchit le soir du 26 juin 1866 la Metau, la rivière frontalière entre le comté de Glatz et la Bohême. Sur le trajet de Nachod à Trautenau, le 1er corps d'armée prussien et le corps de la Garde entrent simultanément en Bohême, le 6e corps d'armée se trouve encore en réserve dans la région de Glatz et suit avec du retard. À Schlaney (pl), l'avant-garde de la 9e division sous le commandement du major général von Loewenfeld franchit la frontière silésienne. Le passage frontalier de Běloves, insuffisamment sécurisé par les Autrichiens, est rapidement abandonné. La poursuite de la marche du 5e corps se fait par les cols étroits de Mettau vers Nachod, le prince héritier se rend au quartier-général du 5e corps en venant de Braunau. Le 27 juin a lieu la bataille de Nachod, qui est décidé en faveur des armes prussiennes grâce à l'intervention opportune de la 10e division sous les ordres du lieutenant-général von Kirchbach. Le 6e corps d'armée autrichien est vaincu. Le 6e corps du général von Ramming est battu et les Prussiens s'emparent de l'importante hauteur de Vysokov. La défaite du 1er corps d'armée à Trautenau a également des répercussions sur l'aile gauche de l'armée du Kronprinz. Le général von Steinmetz a attendu en vain de faire la jonction prévue avec le corps de la Garde, mais il a ensuite reçu l'ordre de continuer à avancer seul. Le 28 juin, le 5e corps poursuit sa progression, l'intervention du corps dans la bataille de Skalitz - la 9e division avance dans la forêt de Dubno - assure la victoire sur le corps autrichien de l'archiduc Léopold. Après les attaques infructueuses des Autrichiens, la 10e division réussit à s'emparer du centre adverse, en même temps que la 9e division prend les hauteurs devant l'Aupa. Le général von Steinmetz ordonne pour le 29 juin la poursuite de la marche du 5e corps avec le détachement du major général von Hoffmann sur Gradlitz. Le 29 juin, une nouvelle victoire est remportée lors de la bataille de Schweinschädel. Ordonné le 2 juillet pour observer Josephsstadt, le 5e corps perd son rôle de leader au profit du 6e corps et ne peut donc plus intervenir le 3 juillet dans la bataille de Königgrätz. Dans les dispositions pour la poursuite des Autrichiens, la priorité est donnée au 1er corps ; le général von Clausewitz doit avancer avec la 2e division sur la route de Tobitschau à Prerau. Le 17 juillet, la division de cavalerie prussienne doit couvrir la marche du 5e corps jusqu'à Kremsier. La suite de la progression mène la 10e division jusqu'en Hongrie. Le 20 septembre, à la fin de la campagne, le 5e corps rentre en garnison à Posen.

### Guerre franco-allemande

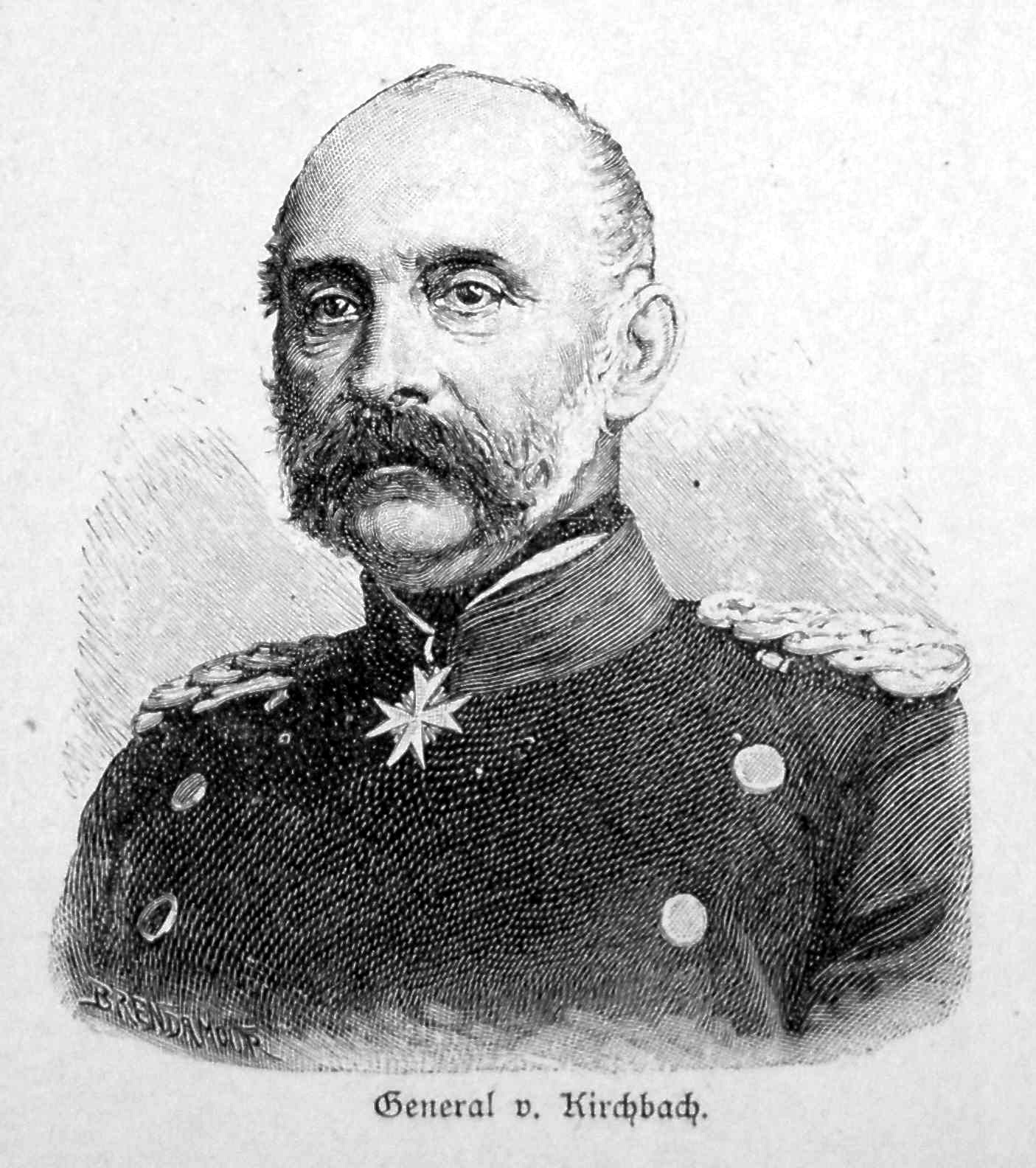
Général Hugo von Kirchbach

Lors de la guerre franco-allemande de 1870, le général Hugo von Kirchbach est à la tête du 5e corps. Son prédécesseur, le général von Steinmetz, reçoit le commandement de la 1re armée (de). Le colonel von der Esch est le chef d'état-major du corps, la 9e division d'infanterie est dirigée par le major général von Sandrart et la 10e division d'infanterie par le lieutenant général von Schmidt. Le 5e corps se rassemble jusqu'au 3 août dans la région de Landau et commence à avancer le 4 août en direction de Schweighofen. La 9e division prend la tête et avance vers Weissenburg via Altenstadt, en même temps que le 2e corps bavarois sous le général Hartmann avance vers Wissembourg via Schweigen. Après la prise d'Altenstadt, la bataille de Wissembourg se déroule le 4 août. Après la prise de Wissembourg, on se tourne vers les positions françaises sur le Geisberg. Après que la 41e brigade du 11e corps d'armée, qui est intervenu plus au sud, a contourné le Geisberg par le sud et pris d'assaut la montagne par le sud-est, les positions françaises peuvent être retournées par l'arrière. Le 5e corps perd 18 officiers et 162 hommes à Weissenburg ; 37 officiers et 631 hommes blessés ; 16 hommes sont portés disparus.
Le Kronprinz donne l'ordre d'être sur la défensive le 6 août, mais la 20e brigade d'infanterie (major général Walther von Montbary (de)) de la 10e division se laissé entraîner à occuper la localité de Wörth lors de la reconnaissance. Kirchbach tente tout d'abord d'interrompre la bataille engagée contre sa volonté à Wörth. Vers 8 heures, le général Kirchbach ordonne l'arrêt du combat, mais doit le reprendre dans l'heure qui suit, car entre-temps le 2e corps bavarois est à l'attaque à l'extrême droite. Vers 13 h 30, le 5e prussien se lance à l'assaut de l'ouest de l'Allemagne. En même temps, la cavalerie wurtembergeoise apparait à l'aile gauche et le 11e corps d'armée prussien se prépare à attaquer le Niederwald. Du sud et de l'est, les Prussiens avancent vers la localité de Frœschwiller et la prennent d'assaut.
Lors de l'approche de Sedan, le 5e corps livre un combat mineur à Stonne le 30 août. Le 1er septembre, la bataille décisive de Sedan a lieu, les 5e et 11e corps ayant pour mission de repousser l'ennemi. Dans un premier temps, la tâche d'empêcher la retraite française vers l'ouest incombe au 1er corps. Ce n'est qu'à ce moment-là que les Allemands réalisent clairement que les Français ne veulent pas du tout se diriger vers Mézières pour échapper à l'encerclement. Pendant la bataille, le 5e corps renforce le cercle qui enserre l'armée française en s'étendant vers le nord et cherche à prendre contact avec le corps de la Garde de l'armée de la Meuse nouvellement formée venant de l'est. Le corps d'armée ferme la route d'Illy et s'empare du Calvaire, un lieu stratégique. Après la capitulation des Français à Sedan, la marche vers Paris se poursuit. Le 17 septembre, le corps d'armée se fraye un chemin à travers la Seine par un combat à Valenton, le 19 septembre, il force la marche dans la banlieue sud de Paris à Bicêtre-Villecoublay devant les contre-attaques françaises. Le 19 septembre, le siège de Paris commence, le Corps prend ses positions sur le front ouest près de Versailles, où s'établit également le quartier général allemand. Le 11 octobre, le corps sécurise le secteur Meudon-Bougival, le 11e corps d'armée le rejoint à l'aile droite, le 4e corps le rejoint à l'aile gauche sur la rive nord de la Seine. Le corps d'armée repousse toutes les sorties des Parisiens dans la suite du siège. Parmi les attaques dirigées contre cette section, la plus importante est la tentative de sortie du 19 janvier 1871, appelée bataille du Mont Valérien. En février, le 5e corps se met en marche vers Orléans et en mars 1871 vers Vesoul. Après la capitulation de Paris, le corps se dirige vers la Bourgogne en mars et rentre en Allemagne début juin 1871.

### Première Guerre mondiale
Le 5e corps participe à la Première Guerre mondiale dans le cadre de la 5e armée sous le commandement du prince Guillaume. Au début de la guerre en août 1914, la 9e division du lieutenant-général Eduard von Below et la 10e division du lieutenant-général Robert Kosch sont sous les ordres du corps sous le commandement du général von Strantz. Le 22 août, la 3e armée française part de la région de Verdun, franchit l'Othain et la Meuse et progressr vers le nord en direction de la ligne Longuyon-Montmédy. La 3e division de cavalerie opère à droite devant le front du 5e corps d'armée. Elle se trouve à la droite du 4e corps d'armée et s'éclaircit depuis Etalle, via Jamaigne-Izel, en direction de Florenville. En tant qu'aile droite de la 5e armée, le corps est dirigé sur Virton et fait avancer la 9e division sur les hauteurs entre Robelpont et Virton, à l'est de laquelle la 19e brigade de la 10e division est dirigée sur Belmont et le village d'Ethe. Le 24 août, la 10e division occupe Charency et Vezin et atteint Marville, derrière laquelle la 9e division se trouve à Ruette. Jusqu'au soir, le 5e corps se trouve entre Vezin et Petit-Xivry, à côté le 13e corps d'armée atteint Noers après Le Haut Bois, le 6e corps de réserve se trouve entre la Ferme Bellefontaine et Bois Deffoy.

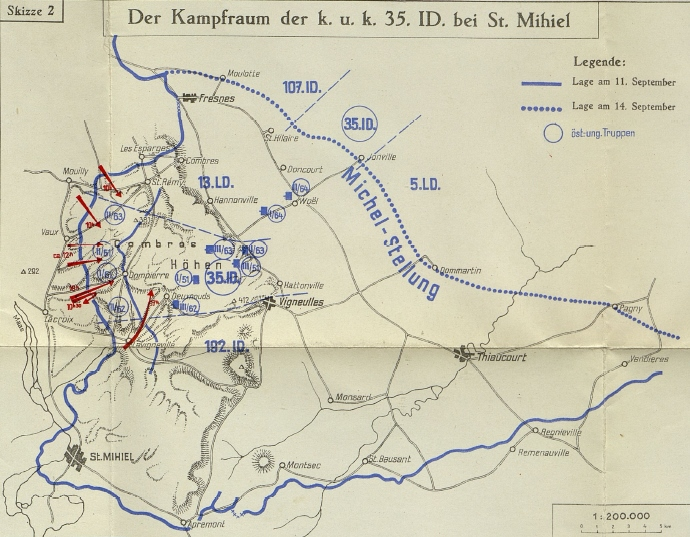
L'espace de combat de la 35e division d'infanterie impériale et royale dans la section du "groupe de corps Combres" (commandement général V. A.K.)

Le 5e corps d'armée est prévu pour le front oriental en difficulté, mais il est arrêté à Metz et reste finalement sur le front à l'est de Verdun conformément aux nouvelles directives de l'OHL. Au cours de la bataille de la Marne qui suit, la 5e armée allemande est acculée devant le front de fortification nord-est de Verdun. La 10e division pilonne le fort de Troyon du 8 au 10 septembre. Si le fort de Troyon était tombé, les troupes allemandes auraient franchi la Meuse et encerclé la ville de Verdun.
Le 11 septembre 1914, le général Strantz, en plus de son poste de général commandant le 5e corps, devient également commandant en chef de la détachement d'armée C, qui couvre l'aile gauche de la 5e armée. Entre le 12 et le 13 septembre, la 5e armée se retire du sud de l'Argonne. Le quartier général se trouve au château de Moncel près de Jarny en Meurthe-et-Moselle. Les années suivantes, le corps d'armée mène des batailles rangées entre la Meuse et la Moselle.
Pendant la bataille de Verdun au printemps 1916, le corps couvre les attaques de la 5e armée à l'aile gauche dans la plaine de la Woëvre. Le 2 février 1917, le général Eduard von Below est nommé nouveau général commandant. En juin 1917, le corps fait partie du détachement d'armée C, sous les ordres de la 8e division de la Landwehr, ainsi que des 44e et 45e divisions de réserve.
Entre le 14 mars et le 11 novembre 1918, le 5e corps est appelé « Groupe Combres ». Pendant la bataille de Saint-Mihiel, le corps a sous ses ordres la 13e division de landwehr, la 35e division de troupes d'infanterie k.u.k. et, en réserve, la 88e division d'infanterie.
Avec le « Groupe Mihiel » (Generalkommando 12e corps de réserve) et le « Groupe Gorze » (57e corps (de)), l'arc de Saint-Mihiel doit être abandonné en septembre 1918 devant les attaques franco-américaines.

## Structure

### Ordre de bataille en 1914
- 9e division d'infanterie à Glogau[17]
- 10e division d'infanterie à Posen
- 5e bataillon de chasseurs à pied (de) à Hirschberg
- 6e division de mitrailleuses à Posen
- 5e régiment d'artillerie à pied de Basse-Silésie à Posen
- Commandement des pionniers du 5e corps d'armée
  - 5e bataillon du génie de Basse-Silésie à Glogau
  - 6e bataillon du génie de Posnanie à Posen
- 8e compagnie de téléphone de forteresse à Posen
- 2e bataillon d'aviation à Posen, Graudenz et Königsberg
- 5e division du train de Basse-Silésie à Posen

## Général commandant

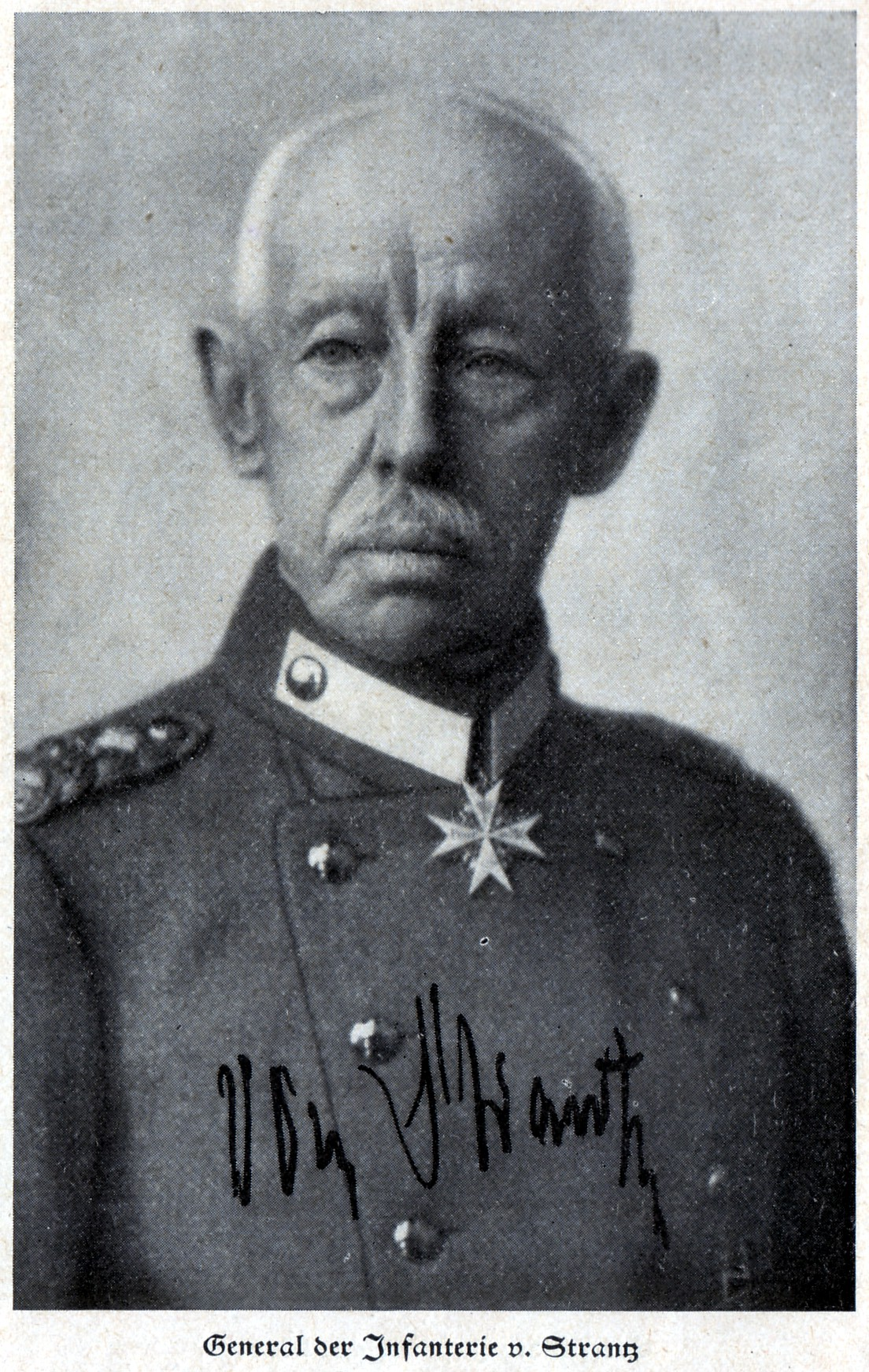
Général der Infanterie Hermann von Strantz

Le commandement général, en tant qu'autorité de commandement du corps d'armée, était placé sous la direction du général commandant.
| Grade                                  | Nom                                 | Date                               |
| -------------------------------------- | ----------------------------------- | ---------------------------------- |
| Generalleutnant                        | August von Thümen                   | 18 mars 1815 - 25 janvier 1820     |
| Generalleutnant                        | Friedrich Erhard von Röder          | 3 avril 1820 - 28 mars 1832        |
| General der Infanterie                 | Karl von Grolman                    | 29 mars 1832 - 20 septembre 1843   |
| Generalleutnant                        | Peter von Colomb                    | 21 septembre 1843 - 9 mai 1848     |
| Generalleutnant                        | Friedrich Wilhelm von Brünneck      | 13 mai 1848 - 3 novembre 1851      |
| Generalleutnant                        | Wilhelm von Tietzen und Hennig (de) | 4 novembre 1851 - 22 mars 1852     |
| Generalleutnant/General der Kavallerie | Wilhelm von Tietzen und Hennig      | 23 mars 1852 - 4 août 1856         |
| Generalleutnant/General der Kavallerie | Franz von Waldersee                 | 15 août 1856 - 14 août 1864        |
| General der Infanterie                 | Karl Friedrich von Steinmetz        | 18 août 1864 - 17 juillet 1870     |
| General der Infanterie                 | Hugo von Kirchbach                  | 18 juillet 1870 - 2 février 1880   |
| General der Infanterie                 | Alexander von Pape                  | 3 février 1880 - 17 octobre 1881   |
| General der Infanterie                 | Gustav von Stiehle                  | 18 octobre 1881 - 21 mars 1886     |
| Generalleutnant                        | Gustave-Hermann d'Alvensleben       | 22 mars - 14 mai 1886              |
| Generalleutnant/General der Infanterie | Oskar von Meerscheidt-Hüllessem     | 23 novembre 1886 18 septembre 1888 |
| Generalleutnant                        | Richard von Hilgers (de)            | 19 septembre 1888 - 7 avril 1889   |
| Generalleutnant                        | Richard von Hilgers                 | 8 avril 1889 - 8 juin 1890         |
| Generalleutnant/General der Infanterie | Richard von Seeckt                  | 27 janvier 1890 - 23 janvier 1897  |
| General der Infanterie                 | August von Bomsdorff                | 27 janvier 1897 - 3 avril 1899     |
| General der Infanterie                 | Ferdinand von Stülpnagel            | 4 avril 1899 - 12 juin 1906        |
| General der Infanterie                 | Alexander von Kluck                 | 13 juin 1906 - 10 septembre 1907   |
| General der Infanterie                 | Günther von Kirchbach               | 19 septembre 1907 - 2 avril 1911   |
| General der Infanterie                 | Hermann von Strantz                 | 3 avril 1911 - 1er septembre 1914  |
| General der Infanterie                 | Adolf von Oven                      | Septembre 1914 - Mai 1915          |
| General der Infanterie                 | Hermann von Strantz                 | Mai 1915 - Février 1917            |
| General der Infanterie                 | Eduard von Below                    | 2 février 1917 - 1er janvier 1919  |
| General der Infanterie                 | Georg Wichura                       | 2 janvier - 20 septembre 1919      |